# Seesen (stacja kolejowa)
Seesen (niem. Bahnhof Seesen) – stacja kolejowa w Seesen, w kraju związkowym Dolna Saksonia, w Niemczech. Według DB Station&Service ma kategorię 4.

## Linie kolejowe
- Linia Herzberg – Seesen
- Linia Börßum – Kreiensen
- Linia Derneburg – Seesen

## Połączenia
| Linia | Trasa                                                                                                  | Takt                  | Przewoźnik kolejowy |
| ----- | --- | --------------------- | ------------------- |
| RB 82 | Göttingen – Northeim – Kreiensen – Seesen – Langelsheim – Goslar – Bad Harzburg                        | dwugodzinny           | DB Regio Nord       |
| RB 82 | Kreiensen – Seesen – Langelsheim – Goslar – Bad Harzburg                                               | dwygodzinny (Pon–Pią) | DB Regio Nord       |
| RB 46 | Herzberg (Harz) – Münchehof (Harz) –Seesen – Salzgitter-Ringelheim – Salzgitter-Bad – Braunschweig Hbf | godzinny              | DB Regio Nord       |